# Hôtel de Rambouillet
Hôtel de Rambouillet byl městský palác v Paříži v dnešním 1. obvodu. Nacházel se v bývalé ulici Rue Saint-Thomas-du-Louvre (jižně od dnešní Rue Saint-Honoré) v prostoru současného pavilonu Turgot v křídle Richelieu paláce Louvre. Palác proslavila Catherine de Rambouillet, která zde žila od roku 1608 až do své smrti roku 1665, a provozovala zde svůj literární salón.

## Historie
Původní palác Rambouillet, který se nacházel na Rue Saint-Honoré byl začleněn do Palais Cardinal (nyní Palais Royal). Catherine de Vivonne se rozhodla přestavět palác svého otce, Jeana de Vivonne, markýze de Pisani (1530–1599), podle plánů, které sama navrhla. Palác proto obsahoval pokoje vhodné pro recepce, zejména řadu propojených salonků v italském stylu.
Majitelka zde přijímala významné osobnosti veřejného i kulturního života jako byli Giambattista Marino, kardinál Richelieu, François de Malherbe, Jean Chapelain, Claude Favre de Vaugelas, Jean-Louis Guez de Balzac, Honorat de Bueil de Racan nebo Vincent Voiture.
Salon stál na počátku literárního směru „préciosité“, který se rozvinul v 17. století. Jeho pokračovatelkou se stala Madeleine de Scudéry, která v paláci bydlela. Mnohé návštěvnice hôtelu de Rambouillet se také aktivně zapojily do Frondy.